# La Fresnaye-sur-Chédouet
La Fresnaye-sur-Chédouet är en kommun i departementet Sarthe i regionen Pays de la Loire i nordvästra Frankrike. Kommunen ligger i kantonen La Fresnaye-sur-Chédouet som tillhör arrondissementet Mamers. År 2018 hade La Fresnaye-sur-Chédouet 920 invånare.

## Befolkningsutveckling
Antalet invånare i kommunen La Fresnaye-sur-Chédouet
| Referens: INSEE |